# Carlo Capone
Carlo Capone (12 de abril de 1957) es un piloto de rally italiano que ha sido Campeón de Europa de Rally en 1984. Ese año ganó a bordo de un Lancia 037 teniendo como mayor rival al finlandés Henri Toivonen que competía con un Porsche 911.